# Amblyptilia acanthadactyla

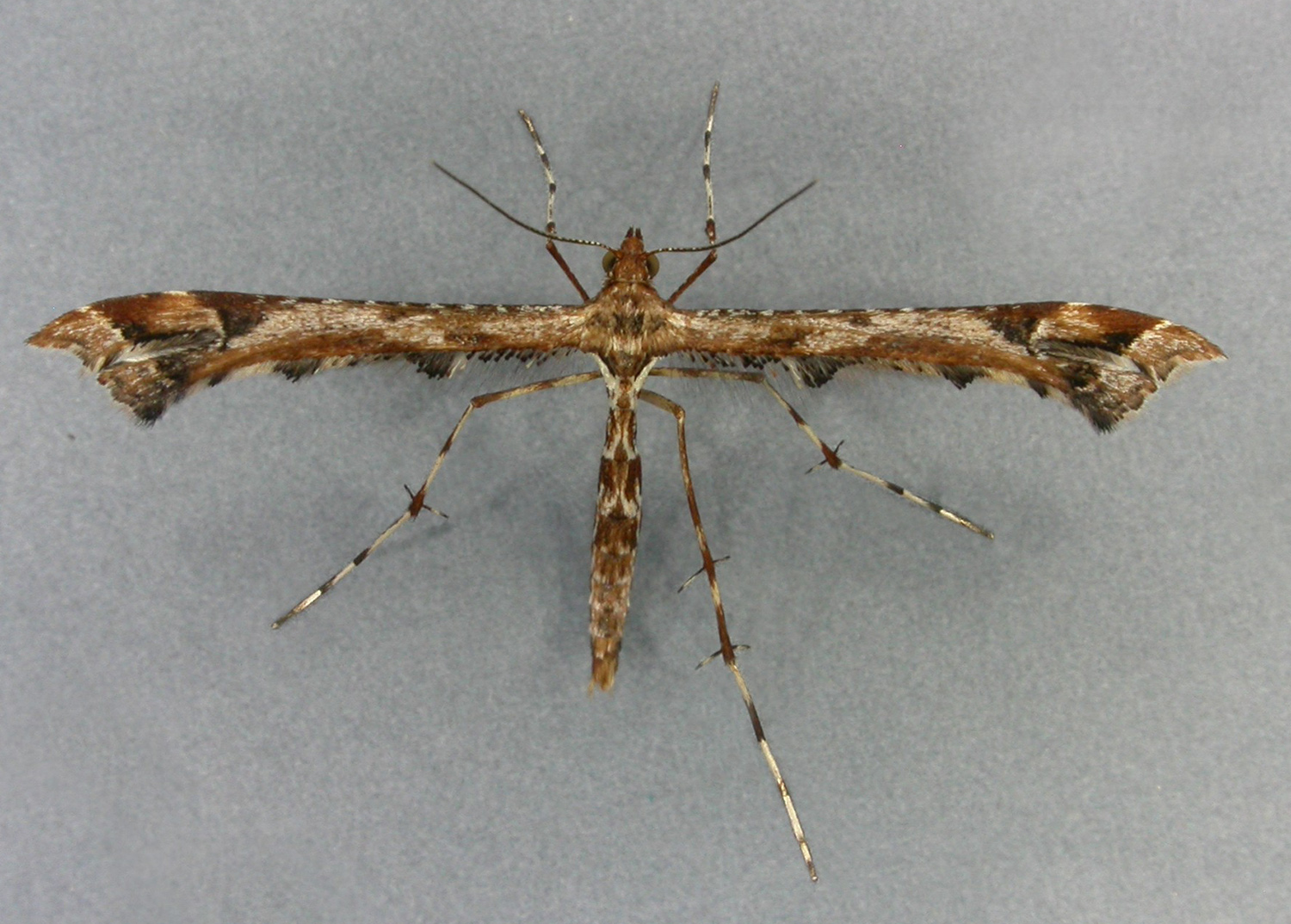

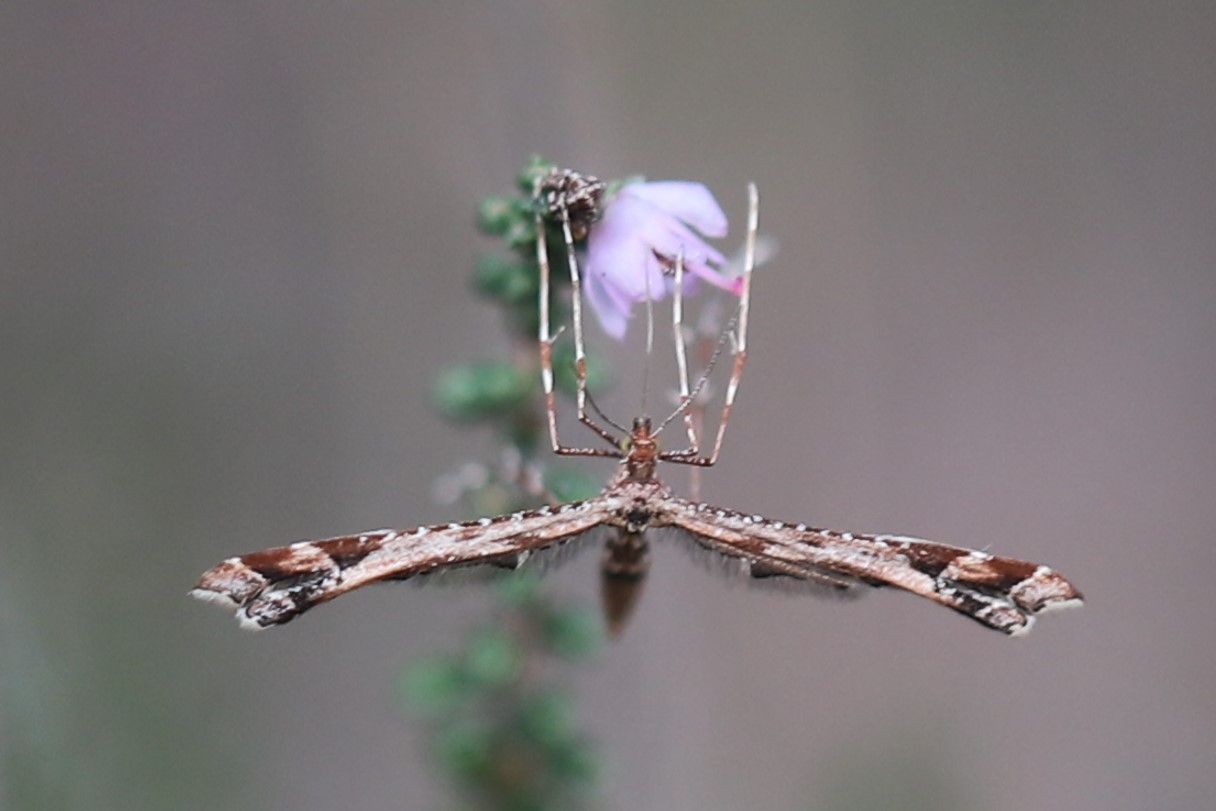
Amblyptilia acanthadactyla Anfang November an Besenheide

Amblyptilia acanthadactyla ist ein Schmetterling aus der Familie der Federmotten (Pterophoridae). Die Art wurde von Jacob Hübner im Jahr 1813 als Alucita acanthadactyla erstbeschrieben. Der lateinische Artname acanthadactyla setzt sich aus den aus dem Altgriechischen stammenden Wortteilen acantha „Dorn“ und dactylus „Finger“ zusammen. 

## Taxonomie
In der Literatur finden sich folgende Synonyme:
- Amblyptilia calaminthae Frey, 1886
- Amblyptilia tetralicella Hofmann, 1895

## Merkmale
Die Flügelspannweite variiert zwischen 17 und 23 mm. Die hauptsächlich rotbraun und weiß gefärbten Schmetterlinge weisen schwarzbraune Flecken auf. In Ruhestellung mit ausgebreiteten Flügeln verdecken die Vorderflügel die Hinterflügel. Die Vorderflügel weisen zwei auffällige Flecke bestehend aus schwarzbraunen Schuppen auf. Die Hinterflügel sind in drei fingerähnliche Teilflügel aufgespalten, die im vorderen Bereich hellbraun gefärbt sind und entlang des Hinterrandes hell-beigene lange Fransen aufweisen. Der hinterste der Teilflügel besitzt unweit der Spitze am Hinterrand einen schwarzbraunen dreiecksförmigen Fleck.
Eine ähnliche Art ist Amblyptilia punctidactyla. Die Fleckenmusterung ist jedoch abweichend. Außerdem besitzt A. acanthadactyla eine rotbraune Färbung, A. punctidactyla dagegen eine graubraune.
Die länglich-ovalen Eier sind hellgrün gefärbt. Die Farbe der Raupen variiert von hellgrün, gelblich bis rotgelb. Die Kopfkapsel ist beigefarben. Die Raupen weisen längere weiße Härchen auf.

## Verbreitung
Die Art ist westpaläarktisch verbreitet. Das Vorkommen reicht im Norden bis nach Fennoskandinavien, auf die Britischen Inseln sowie bis nach Färöer und Island. Im Süden erstreckt sich das Verbreitungsgebiet über den Mittelmeerraum (Iberische Halbinsel, die größeren Mittelmeerinseln, Israel). Auf Madeira, auf den Azoren sowie auf den Kanarischen Inseln ist die Art ebenfalls vertreten. Im Osten gibt es Funde aus Karelien, der Krim und dem Kaukasus. Die Art gilt in Europa als allgemein häufig und weit verbreitet.

## Lebensweise
Die Schmetterlinge findet man gewöhnlich in Heidelandschaften, an Waldrändern, in Offenland- und Heckenbiotopen sowie in Gärten. Die Art bildet zwei Generationen im Jahr. Die Flugzeit der ersten Generation liegt im Juli. Die Imagines der zweiten Generation erscheinen im September. Sie überwintern und fliegen im Frühjahr noch bis in den Mai. Die Schmetterlinge werden nachts von Lichtquellen angelockt. Die Raupen beobachtet man im Juni und im August an ihren Nahrungspflanzen. Sie besitzen ein breites Nahrungsspektrum. Als Futterpflanzen werden u. a. genannt:
- Besenheide (Calluna)
- Eberwurzen (Carlina)
- Gänsefüße (Chenopodium)
- Bergminzen (Clinopodium)
- Heidekräuter (Erica)
- Augentrost (Euphrasia)
- Storchschnäbel (Geranium)
- Minzen (Mentha)
- Hauhecheln (Ononis)
- Salbei (Salvia)
- Wald-Ziest (Stachys sylvatica)
- Salbei-Gamander (Teucrium scorodonia)
- Heidelbeeren (Vaccinium)

Die Stürzpuppe hängt frei baumelnd mit Häkchen an einer Gespinstverankerung, häufig an einem Blatt oder am Stamm einer Raupenfutterpflanze. Trotz optischer Tarnung sind die Raupen der Sommergeneration offenbar von einer hohen Parasitierungsrate betroffen.